# Seruwila Mangala Raja Maha Viharaya
Seruwila Mangala Raja Maha Viharaya är ett forntida Buddhisttempel i distriktet Trincomalee i Östprovinsen i Sri Lanka och är en ett av de sexton eller sjutton heligaste buddhistiska helgedomarna (Solosmasthana) i landet.
Templet byggdes under kung Kavantissa styre (100-talet f.Kr) och hyser Buddhas Lalata Dathun Wahanse (heliga pannben). Det kan nås sjövägen såväl som landvägen. Sjövägen börjar med en båttur mellan Trincomalee och Muttur och därifrån 16 km landvägen. Landvägen går via Kantale, till Allai som är innebär cirka 45 kilometers resa genom tät skog.

## Etymologi
Enligt professorn R. L. Brohier, var Seruwilaregionen en vidsträckt sumpmark eller villu där Mahaweli Gangas flodvatten samlades. Denna villu var hem för en stor flock krickor (seru) under flyttperioden. Dessa fåglar kan vara bakgrunden till namnet Seruwila.

## Historia och utveckling
Man tror att tre vihara fanns på denna plats, uppförda under tre tidigare Buddha: Kakusandha, Koṇāgamana och Kassapa med sina reliker i varsitt tempel. Gautama Buddha, som var den sista Buddhan i denna eon, hade personligen besökt denna plats och erbjudit åtta buketter med 'sapu'-blommor och önskade att templet som skulle byggas i framtiden skulle få namnet Mangala viharaya.
Senare hotades kungariket Ruhuna av sydindiska invasioner från Chola och Pandya under kung Kavantissa styre (100-talet f.Kr). Kungen var då tvungen att utveckla en strategi för att förhindra katastrofen. Till sin hjälp hade han lojaliteten och respekten från Sinhalas överklass och befolkningen var tvungen att vinna över prinsessan Siva och Abhaya, hans allierade. Buddhistmunkarna informerade att Buddhas heliga reliker, Lalata Dathun Wahanse, var i kung Kavantissas besittning, skulle vårdas av honom personligen i en stupa som skulle byggas i Seru; Buddha hade profeterat att detta skulle ske. Efter detta, marscherade Kavantissa med sin armé mot Seru och förklarade att orsaken till hans besök var att be alla markägare i och omkring Seru att hjälpa honom. Buddhas reliker lades i stupan som kallades Tissamaharama Raja Maha Viharaya. Efter byggandet av stupan lyckades kung Kavantissa ena hela landsdelen söder om floderna Mahaweli och Kelani och förlade sin huvudstad till Mahagama. Samtidigt, spred sig helgedomen Seruwilas berömmelse långt bort och blev en betydande plats för tillbedjan och pilgrimsvandringar. 
Under årens lopp, förföll stupan under trycket från tamilska invasioner från norr. Det finns också dokumenterat i litteraturen att området var under Kandys räckvidd på 1600-talet och existensen av denna stupa. Under den koloniala ockupationen, prioriterades den bördiga västra delen av ön och den torrare zonen försummades och förvandlades till vildmark.

## Nuvarande bevarandestatus
Först 1922 återupptäckte dagaban av Dambagasare Sumedhankara Thero och med stöd av Arkeologidepartementet återställde han stupan och använde lämningar av forntida byggnader kring stupan för att gissa sig fram till konserveringsarbetet. Konserveringen var klar 1931.
Stupan och dess omgivning täcker cirka 34 hektar och fick status som Arkeologiskt reservat 1962. Efter detta genomförde Arkeologidepartementet konserveringsarbeten i flera steg. Utifrån denna helgedoms betydelse och för att öka antalet pilgrimer i området, gjorde Department of Town and Country Planning en plan på 1970-talet för att utveckla en helt ny stad med övernattningsmöjligheter för pilgrimer, marknadsområde m m.
I juni 2009 renoverades helgedomen och öppnades ceremoniellt för vördnande av ett stort antal anhängare till en kostnad av närmare 25 miljoner Rs. av Departementet för fysisk planering under ledning av ministern för Stadsutveckling och Helgedomsutveckling Dinesh Gunawardane.

## Världsarvsstatus
30 oktober 2006 sattes Seruwila Mangala Raja Maha Vihara upp på Sri Lankas tentativa världsarvslista.. Helgedomen ingår också som en del i det tentativa världsarvet Seruwila till Sri Pada.